# Eleonora d'Arborea
Eleonora o Elianora d'Arborea (Molins de Rei, 1347 circa – Sardegna, giugno 1403), è stata giudicessa d'Arborea, nota anche per l'aggiornamento della Carta de Logu, promulgata dal padre Mariano IV e rivisitata dal fratello maggiore Ugone III.
Gli aragonesi, successivi dominatori della Sardegna, estesero l'ambito territoriale di applicazione della Carta de Logu a quasi tutta l'isola. La normativa rimase in vigore per secoli, fino alla sostituzione col codice di Carlo Felice di Savoia (il 16 aprile 1827), ormai alle soglie della fusione perfetta con la terraferma sabauda e del Risorgimento.
Il significato simbolico che localmente è attribuito alla figura e alla reggenza di Eleonora è evidenziato dal fatto che il giudicato d'Arborea è stato l'ultimo Stato sardo autoctono a essere ceduto a regnanti esterni all'isola. Questo fa sì che, soprattutto nell'ambito dell'indipendentismo sardo, sia spesso vista come principale eroina nazionale della Sardegna, assieme a Giovanni Maria Angioy.

## Biografia

### Primi anni
Eleonora nacque a Molins de Rei (Catalogna, Corona d'Aragona), intorno al 1347, da Mariano IV dei de Serra Bas e dalla nobile catalana Timbora di Roccaberti, figlia del visconte Dalmazio. Sorella di Ugone e di Beatrice, visse i primi anni della giovinezza ad Oristano e nel castello del Goceano. Quando nel 1347 morì il giudice Pietro III di Arborea senza discendenti, la Corona de Logu del giudicato (un'assemblea dei notabili, prelati, funzionari delle città e dei villaggi) elesse il padre di Eleonora Mariano IV, fratello dello scomparso, che resse il giudicato dal 1347 al 1376.

### Relazioni dinastiche

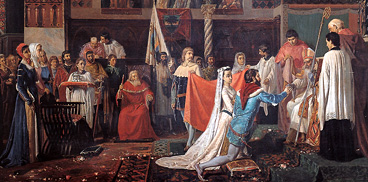
Nozze di Eleonora d'Arborea e Brancaleone Doria
(di Antonio Benini, 1835-1911)

Eleonora sposò prima del 1376 il quarantenne Brancaleone Doria, dell'influente casato genovese. Il suo matrimonio rientrava nel più generale disegno di un'alleanza tra gli Arborea ed i Doria, che già controllavano vasti territori della Sardegna in funzione antiaragonese. Dopo le nozze, abitò a Castelgenovese (l'attuale Castelsardo), dove si dice nacquero i figli Federico e Mariano.
Sembra ormai accertato che nel 1382 Eleonora abbia elargito un prestito di 4.000 fiorini d'oro a Nicolò Guarco, doge della Repubblica di Genova, e che questi da parte sua s'impegnasse a restituire la somma nel termine di dieci anni; in caso contrario, avrebbe pagato il doppio. Accessoriamente fu sottoscritta la condizione che, se nel frattempo fosse pervenuto alla pubertà Federico (primogenito di Eleonora), la figlia del doge Bianchina avrebbe dovuto sposarlo e, nel caso che tale matrimonio non si fosse potuto celebrare (per causa di morte o altro caso fortuito), l'atto sarebbe diventato nullo.
Un simile prestito ad una potente famiglia di Genova, e questa clausola del contratto, segnalano un disegno dinastico di Eleonora la quale, accordando tal credito, insieme mantenne alto il prestigio della sua stirpe e riconobbe l'importanza degli interessi dei liguri. In più, pose le basi per un'alleanza che le avrebbe consentito il ricorso a risorse logistiche e di collegamento (mediante la potente flotta doriana) presso buona parte dei porti del Mediterraneo. In sostanza, si immise con rango paritario nel gioco della politica europea.
L'assassinio nel 1383 del fratello Ugone III e della figlia Benedetta pose immediati problemi di successione. Questa morte improvvisa e violenta poteva avere diverse motivazioni e giovare a vari interessi. I pretendenti al trono arborense erano i figli delle sorelle dello scomparso giudice, Beatrice ed Eleonora. Ma Beatrice era morta nel 1377 e il suo erede, lontano. Eleonora più vicina e presente si diede da fare per assicurare l'elezione da parte della Corona de Logu al proprio giovanissimo figlio. Recenti studi (vedasi voce Mariano IV, in "Dizionario Biografico degli Italiani", vol. 70/2007), sulla base di una lettera di Aimerico VI di Narbona, marito di Beatrice, al re Pietro IV d'Aragona, in cui reclamava il trono arborense per il figlio Guglielmo I (Archivi Reali di Barcellona), subito dopo la morte di Ugone III), accertano che Eleonora fu la terzogenita di Mariano e di Timbora.
Le ragioni esterne del delitto erano quelle degli aragonesi e dei nemici di Arborea, le interne potevano individuarsi nel malcontento delle classi dei proprietari e dei mercanti, in reazione all'atteggiamento autoritario di Ugone III e per le vessatorie contribuzioni (necessarie a mantenere i mercenari tedeschi, provenzali e borgognoni).

### La successione al giudicato di Arborea

Mappa del giudicato di Arborea con le sue curatorie
(ricostruzione moderna)

In questo clima di crisi e di malcontento, con l'Aragona già scopertamente intenzionata a conquistare l'intera isola, nel 1383 Eleonora scrisse al re una relazione sulle condizioni della Sardegna e chiese appunto che riconoscesse il proprio figlio Federico come legittimo successore di Ugone. Inviò quindi il marito Brancaleone a trattare direttamente col sovrano. Al tempo stesso inviò una missiva alla regina, chiedendole di intercedere presso il consorte a favore del figlio perché potesse così terminare il disordine che regnava nell'isola.
Eleonora intendeva riunire nelle mani del figlio quei due terzi della Sardegna che Ugone, prima della sua uccisione, aveva occupato. Questo disegno insospettì il re, che non ritenne conveniente avere una famiglia tanto potente nel suo regno, tanto più che non essendoci erede diretto maschio di Ugone, quei possedimenti, "iuxta morem italicum", avrebbero dovuto essere incamerati dal fisco.
Brancaleone fu trattenuto col pretesto di farlo rientrare in Sardegna non appena una flotta fosse stata allestita, ma effettivamente era divenuto un vero e proprio ostaggio (e strumento di pressione contro la giudicessa ribelle).
Eleonora non si perse d'animo e confermò la sua politica di guerra: partì all'azione e non appena fece rientro ad Oristano, punì i congiurati e si autoproclamò giudicessa di Arborea secondo le disposizioni dettate dal nonno Ugone II, per cui le donne potevano succedere al trono in mancanza di eredi maschi. In pratica, la prassi elettiva era l'opposto dell'infeudazione regia e discordava dalla linea politica aragonese. Gli Arborea richiamavano invece la loro antica autonomia di origine alto medievale e l'esercizio di una piena sovranità nei propri territori, situazione spesso contestata o non riconosciuta dal regno d'Aragona.
Eleonora era infatti molto preoccupata perché anche il cognato Aymeric VI de Narbonne (1341-1388), vedovo di sua sorella Beatrice, si era industriato presso il re Pietro IV di Aragona per convincerlo a riconoscere come giudice d'Arborea il figlio Guglielmo I (1388-97).
La ragione che il visconte portava avanti consisteva nel determinante fatto che la moglie era la secondogenita di Mariano IV e di Timbora di Roccaberti, dopo Ugone III e prima, dunque, di Eleonora. La successione spettava pertanto ai Narbona-de Serra Bas, come detto e documentato sopra: il fatto che le si diede il nome della madre di Timbora, Beatrice, ne è, inoltre, un'ulteriore prova.
Il monarca aragonese, infine, decise che all'assassinato sovrano d'Arborea subentrasse il nipote Federico, primogenito di Eleonora (che avrebbe tenuto la reggenza) e di Brancaleone Doria (che fece imprigionare).

### La politica di Eleonora d'Arborea
Per quanto riguarda la politica, la prassi e gli orientamenti di governo, la giudicessa, dunque, si riallacciò direttamente all'esperienza del padre, abbandonando definitivamente la politica autoritaria del fratello Ugone III, garantì la difesa della sovranità e dei confini territoriali del giudicato e attuò un'opera di riordino e di sistemazione definitiva degli ordinamenti e degli istituti giuridici locali, revisionando la Carta de Logu a suo tempo promulgata dal padre.
Eleonora non mostrò mai la visione assolutista del signore al vertice di un'oligarchia e lontano dalle ragioni del popolo, ma piuttosto quella di chi ritiene di avere la propria legittimazione a regnare proprio nel popolo. Per ragioni politiche, venivano contestati gli stessi diritti alla successione, addotto il pretesto che gli Arborea erano figli "bastardi", ma le ragioni dinastiche sembrarono avere per lei minor valore della legittimazione popolare e, semmai, avrebbero avuto vigore per quella parte dei territori ricevuti dal re a titolo personale e non per quelli che facevano parte del giudicato.
Gli interessi della giudicessa furono legati a quelli dello Stato con un nodo gordiano e fu sempre lei a riportare la legge e l'ordine per porre un freno al dilagare della violenza dei sardi durante la guerra. Le regole, le leggi garantirono la pace, cioè l'ordine nel tempo, il futuro.
Il controllo del potere fu per Eleonora un punto vitale, la scelta tra la vita e la morte. Dopo essere riuscita a completare il progetto del padre di riunire quasi tutta l'isola sotto il suo scettro di giudicessa reggente, tenendo in scacco e ricacciando ai margini dell'isola (in alcune fortezze sulla costa) le truppe aragonesi, vide crollare il suo progetto in seguito a un'imprevedibile incognita della sorte: la peste, che consegnò senza combattere la Sardegna agli aragonesi. Negli ultimi anni Eleonora si mise un po' in disparte dalla politica attiva, lasciandola al marito e al giovane figlio Mariano V, che era succeduto al fratello Federico. Secondo la tradizione la giudicessa morì, intorno al 1404, forse di peste, in un luogo imprecisato: anche sulla sua tomba si possono fare solo supposizioni.

### LaCarta de Logu

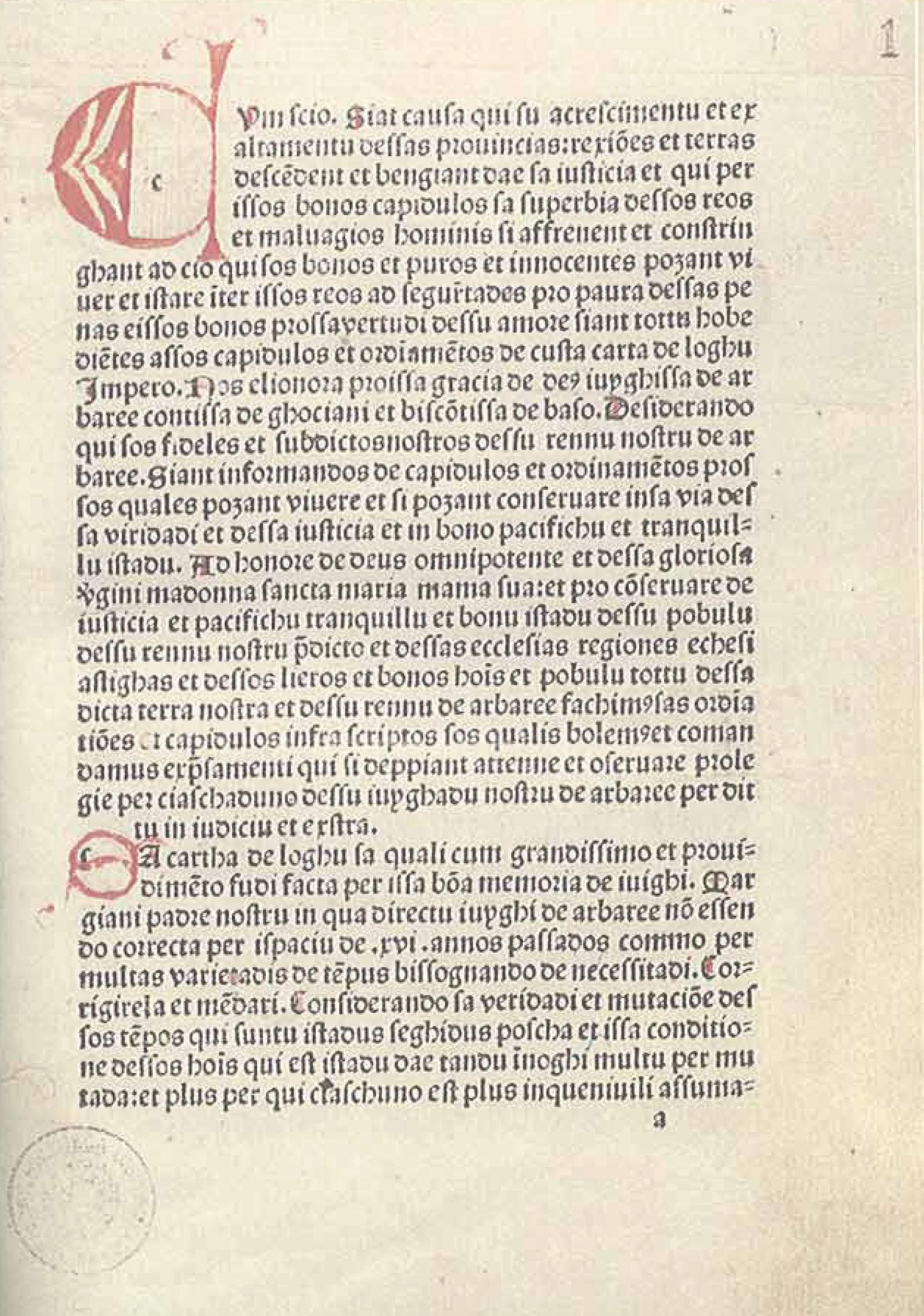
La prima pagina della Carta de Logu

Una delle azioni più notevoli svolte da Eleonora durante il suo regno fu l'aggiornamento della Carta de Logu, a suo tempo promulgata dal padre e rivista dal fratello, con la quale diede una sistemazione stabile e duratura agli ordinamenti ed agli istituti giuridici del regno. Nella Carta vi è l'apertura alla modernità di talune norme e la saggezza giuridica che contiene elementi della tradizione romano-canonica, di quella bizantina, della giurisprudenza bolognese e del pensiero dei glossatori della stessa cultura curiale catalana, soprattutto dell'elaborazione giuridica locale delle consuetudini sarde compiute dal diritto sardo di tipo municipale.
I sovrani di Arborea, nel reagire ai tentativi di infeudazione aragonese, emanarono una nuova disciplina giuridica nei loro territori, che pure erano in uno stato di perenne agitazione politica. Tale normativa si segnalò come la componente di una più vasta politica tesa allo sviluppo del giudicato arborense e fu nettamente avanzata rispetto alle legislazioni giuridiche ed amministrative del tempo.
Eleonora dimostrò con la sua reggenza di voler uscire dal Medioevo puntando anche sulla liberazione dei servi, i lieros, e di voler adibire alla propria lotta di tipo nazionale, oltre alle truppe mercenarie, quelle costituite dai suoi concittadini.
Si tratta del periodo in cui il concetto di Sardegna territoriale sta per mutare in quello statuale, con l'Isola divisa in varie entità politiche sovrane. I quattro regni giudicali di Càlari, Torres, Gallura e Arborea, sono complesse singolari costruzioni istituzionali. Piuttosto che da elementi preesistenti, essi sembrano avere origine dalla "capacità dei Sardi, liberi da dominazioni straniere ad autogestirsi" mediante forme complesse quali quelle del sistema curatoriale, l'amministrazione assembleare delle coronas de logu.
Le prerogative regie giudicali, che non sono riscontrabili in nessun territorio continentale di formazione bizantina o barbarica, hanno una connotazione tale da togliere importanza alla matrice di provenienza e ne fanno una originale organizzazione di governo.
Come tutti gli stati centrali, l'Arborea dovette sempre combattere per non soccombere alle pressioni degli stati confinanti.

### Le residenze di Eleonora d'Arborea
Problema a lungo dibattuto è quello della residenza di Eleonora d'Arborea. Ormai è accertato che nacque in Catalogna (terra di origine della madre Timbora), nel Castellciurò.

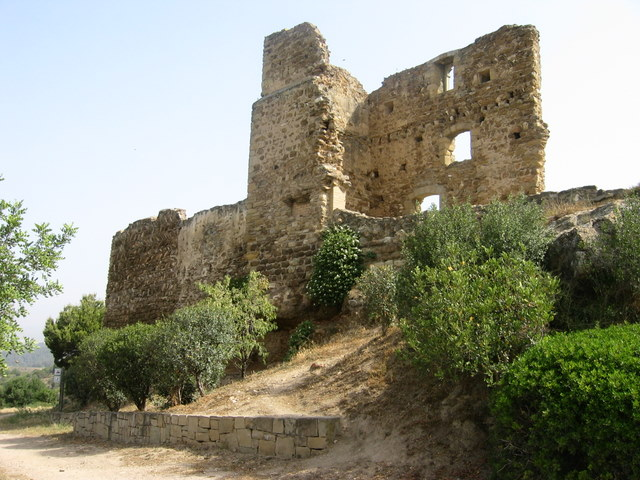
Castellciurò a Molins de Rei, supposto luogo di nascita di Eleonora e dei fratelli

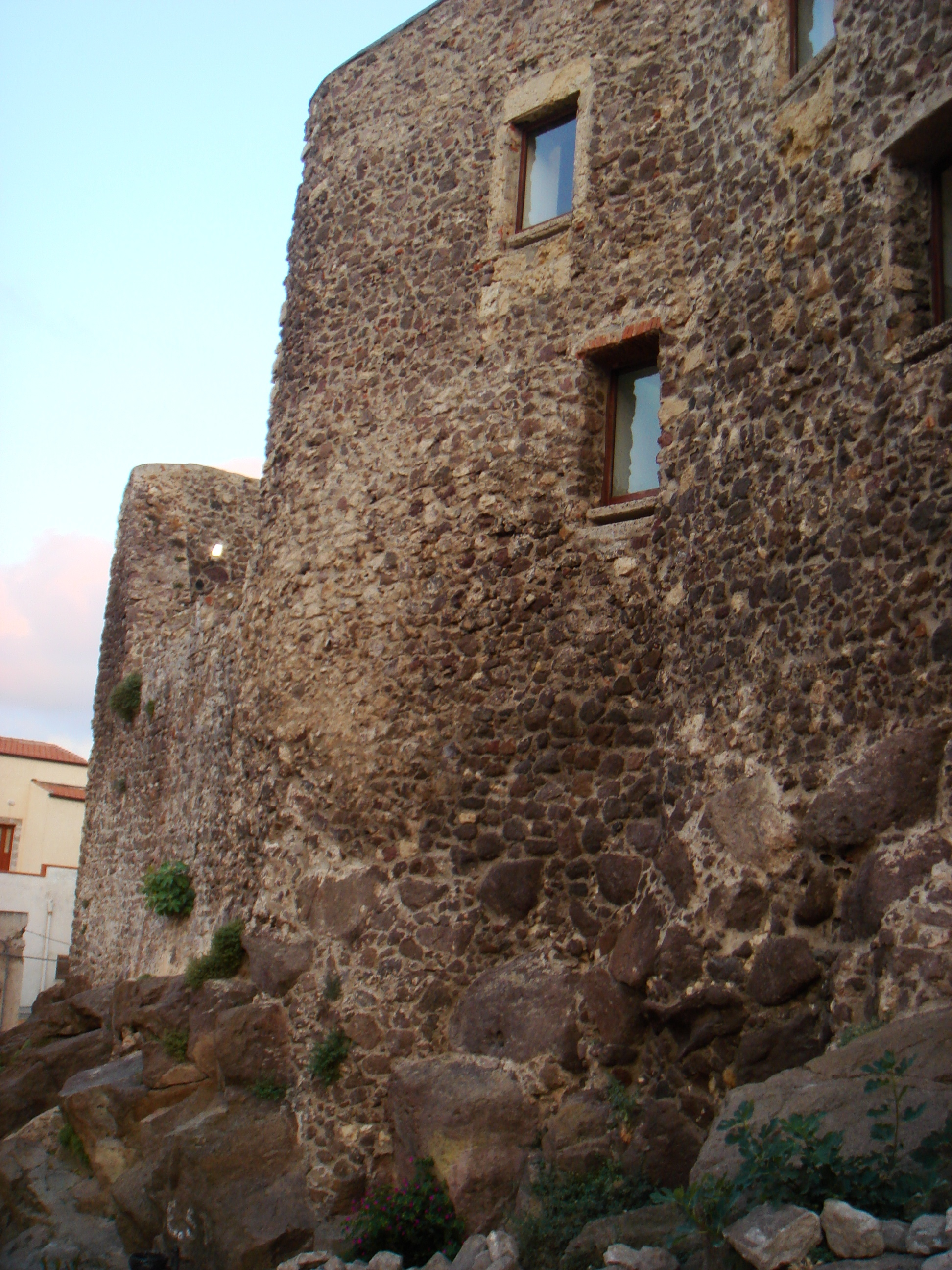
Castelsardo: castello dei Doria, dove Eleonora visse con Brancaleone e, forse, nacquero i figli

Sebbene Oristano sia spesso definita la città di Eleonora e sia tutt'oggi visibile nel centro cittadino un edificio che viene tradizionalmente chiamato la "casa di Eleonora", non sopravvivono nella "capitale" arborense resti visibili dell'antica reggia giudicale, se non nel vasto edificio adibito a caserma. La stessa casa di Eleonora è di epoca posteriore alla giudicessa.
In realtà parlare della residenza di Eleonora d'Arborea è quantomeno problematico, avendo la giudicessa trascorso gran parte della sua vita tra l'Aragona, l'odierna Castelsardo, la "capitale" Oristano e altre ville del suo regno, quando non era impegnata sul campo in azioni militari.

Per quanto abbia senso, la residenza ufficiale di Eleonora è identificabile con una casa-fortezza che sorgeva nel sito dell'ex carcere di Oristano, nell'attuale piazza Manno, nei pressi della cosiddetta e ormai scomparsa Porta Mari. Tale residenza viene nominata per la prima volta nel 1335, nel testamento del giudice Ugone II, dal quale apprendiamo la localizzazione del palazzo giudicale su un lato della piazza della Maioria, l'attuale piazza Manno.

Mariano IV, padre di Eleonora
(San Gavino Monreale)

Data la scarsità di fonti dell'epoca, tuttavia – le quali fanno spesso riferimento ad altre ville, ed in particolare Cabras, in relazione alla giudicessa d'Arborea – solo approfondite ricerche archeologiche potranno stabilire con certezza se tra le mura dell'attuale carcere si nasconda in realtà il palazzo degli Arborea ad Oristano.
La stessa Oristano, peraltro, non rivestì il ruolo di capitale sin dal principio dell'era giudicale. Se nei primi secoli dell'epoca giudicale il principale centro del nascente Stato era ancora Tharros, il primo giudice di Arborea, Pietro di Zori, non era neppure di origine tharrense, bensì proveniva da Zuri, un piccolo villaggio del centro della Sardegna. Si suole tuttavia affermare che dopo l'abbandono di Tharros (avvenuto, secondo la convenzione storiografica, attorno al 1070), la sede giudicale sarebbe stata trasferita ad Oristano, che da quel momento in poi avrebbe assunto il ruolo di sede privilegiata di residenza.
Fino al regno di Mariano II, il centro del potere dell'Arborea era ancora Tharros, mentre Oristano era solo una delle tante ville nelle quali i giudici possedevano una domus. Ville nelle quali i regoli risiedevano per periodi più o meno lunghi, attendendo agli affari del regno, e che - di conseguenza - finivano con l'ospitare tutta la corte. La tradizione che vuole Oristano capitale sin dal 1070 poggia su una base storiografica quantomeno incerta: attorno al 1580, lo storico sardo Giovanni Francesco Fara afferma di aver potuto consultare un antico manoscritto, di cui peraltro non è sopravvissuta traccia, nel quale si affermava che attorno al 1070 l'arcivescovo di Arborea avrebbe trasferito da Tharros a Oristano la sede vescovile e le massime autorità ecclesiastiche del giudicato di Arborea. Nessun accenno si faceva nel medesimo documento alle autorità civili ed in particolare alla corte giudicale, tanto da far nascere il sospetto che, almeno per i primi secoli attorno all'anno 1000, Oristano fosse prevalentemente un polo ecclesiastico piuttosto che politico.
Si acquista certezza dell'esistenza di un palazzo giudicale ad Oristano solo nel 1263, allorquando un palatium iudicis Arboreae è documentato nella cronaca dell'arrivo in Oristano dell'arcivescovo di Pisa Federico Visconti, sebbene sia del tutto sconosciuta l'ubicazione di questa prima residenza ufficiale.
Numerose testimonianze archeologiche e documentarie portano invece a ritenere che la corte giudicale fosse itinerante tra l'antica città di Tharros e altri centri ormai scomparsi della penisola del Sinis, in una lenta fase di arretramento del potere politico dalle coste verso l'interno lungo l'asse viario che si snodava tra la laguna di Mistras e il lago di Pontis, prima di condurre verso il Campidano e i paesi dell'interno.
Un processo di abbandono della costa non né lineare né immediato: le tracce di numerose rovine tra i campi coltivati, e gli stessi toponimi lasciati nel Sinis (San Salvatore, Sant'Agostino, San Giorgio, San Saturno), sono spie di un passato ricco di villaggi e di edifici religiosi ormai scomparsi che si sono succeduti nei primi secoli del Medioevo giudicale. Si trattava di piccoli agglomerati sorti nelle vicinanze di luoghi di culto o monasteri. Tra questi emergeva quello di San Giorgio, nel Sinis, che sorgeva nei pressi dell'odierna San Salvatore. I sigilli giudicali ritrovati in tale area erano parte del ricco archivio del monastero, ed indicano il ruolo di primo piano che il villaggio di San Giorgio rivestì nella fase di passaggio dalla dominazione bizantina alla società giudicale.

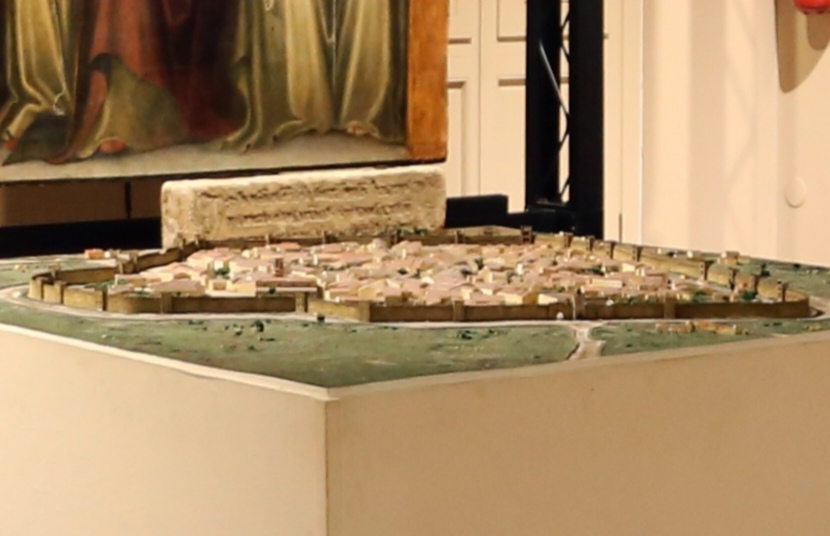
Plastico della città di Oristano nel XIV secolo, esposto all'Antiquarium Arborense

Mariano II, però, forte della supremazia politica sull'isola, che aveva conquistato anche grazie ad un abile gioco diplomatico con Genova e Pisa, si preoccupò di rafforzare il suo regno anche dal punto di vista difensivo: fortificò i castelli di confine, stabilì definitivamente la sua capitale a Oristano e, negli anni tra il 1290 e il 1293, eresse la poderosa cinta muraria che circondava la città, di cui sono ancora visibili un breve tratto di mura nei pressi dell'attuale via Cagliari e le due torri superstiti di San Cristoforo (Porta Manna) e di Portixedda.
Se a partire dalla seconda metà del Duecento e per i due secoli successivi non vi sono più dubbi sul ruolo di Oristano quale capitale stabile del giudicato di Arborea, sono invece numerosi i paesi che si contendono l'onore di aver ospitato, almeno per un breve periodo, Eleonora e la sua corte, tra cui San Gavino Monreale e il castello di Monreale, nei dintorni di Sardara.

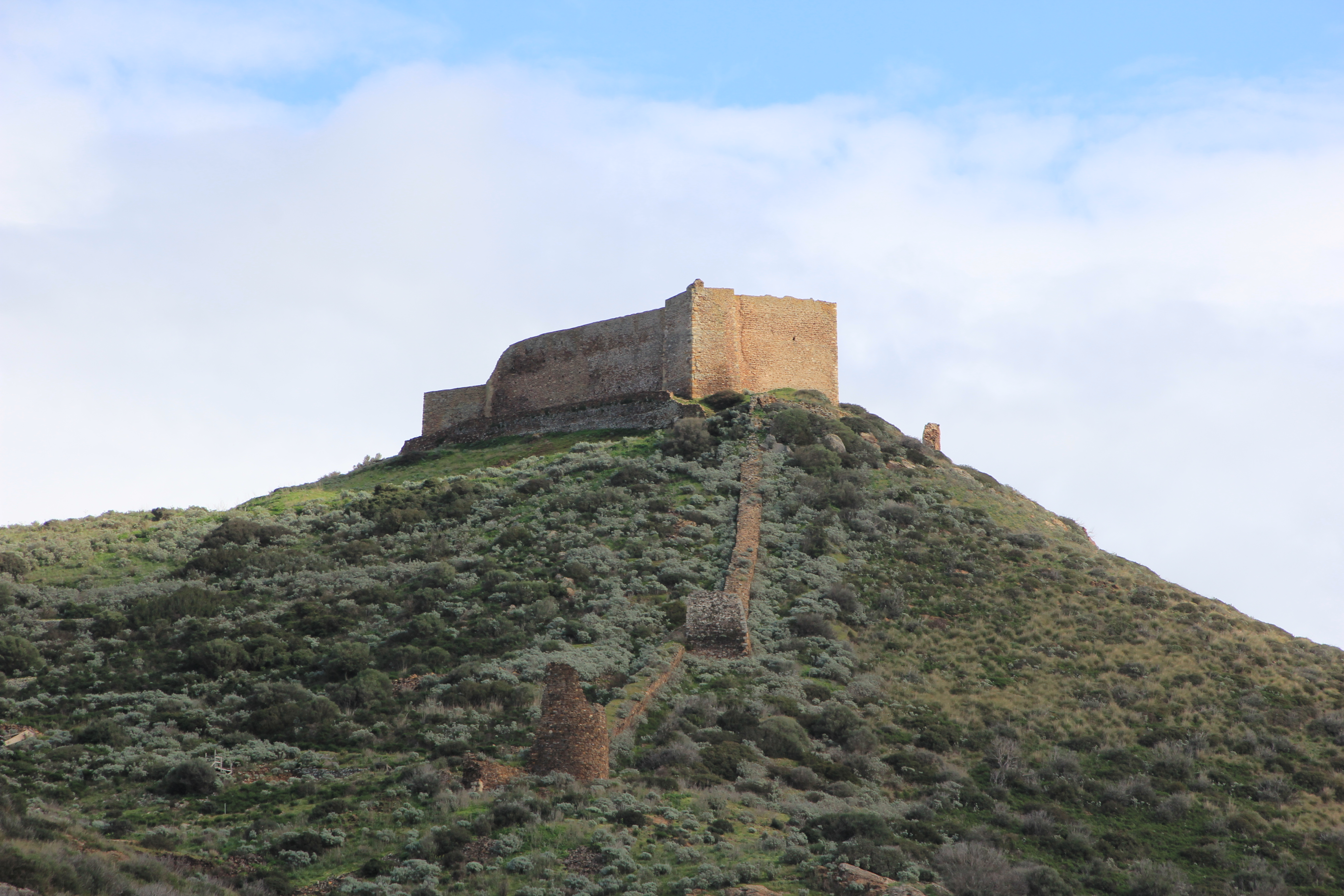
Il castello di Monreale

La fama acquisita nei secoli dalla giudicessa è infatti tale che qualunque testimonianza risalente all'antichità viene immediatamente associata al suo nome.
È questo ad esempio il caso di Sa Muralla di Narbolia, un muraglione di massi che si trova nei pressi della chiesa parrocchiale, su un dosso in posizione strategica a dominio della valle del Rio Cunzau, e che viene indicato da una tradizione ottocentesca come il rudere di un castello di Eleonora d'Arborea, ma potrebbe trattersi dei resti di un avamposto fenicio-punico, eretto lungo una delle vie d'accesso al Montiferru per difendere Tharros e le pianure dall'assalto degli abitanti delle montagne. Farebbe quindi parte di quella linea difensiva che comprendeva anche Su Casteddu 'Ecciu di Fordongianus e il castello di Medusa a Samugheo.
Al di là della capitale Oristano - in cui peraltro Eleonora soggiornò stabilmente solo per brevi periodi - e del castello Doria a Castelgenovese (dove, probabilmente, nacquero i due figli), alcuni avanzano l'ipotesi di un soggiorno della giudicessa nel castello di Sanluri, dovuto probabilmente a motivi di ordine militare, essendo tale fortezza l'ultimo avamposto dell'Arborea ai confini col giudicato di Cagliari. L'importanza di Sanluri quale avamposto militare è testimoniata, del resto, dal fatto che proprio attorno alla città ed al suo castello si consumò la cosiddetta battaglia di Sanluri del 1409 che chiuse definitivamente il sipario sul giudicato di Arborea. Lo stesso castello è oggi intitolato a Eleonora d'Arborea e all'interno viene mostrata la presunta sala del trono di Eleonora. In realtà i dati storici paiono escludere tale ipotesi. Se infatti il castello di Sanluri fu costruito dai giudici di Oristano a guardia della frontiera meridionale dell'Arborea, tuttavia esso, all'epoca di Eleonora, era in mano agli aragonesi che ne avevano fatto la testa di ponte per la definitiva conquista della Sardegna. Il castello di Sanluri, infatti, fu edificato, o meglio potenziato, in seguito a un regio decreto del 27 luglio 1355. La costruzione fu voluta da Pietro IV di Aragona per fronteggiare il vicino maniero di Monreale, nei pressi di Sardara, dove stavano di stanza le truppe arborensi, impegnate ormai da due anni nella guerra contro l'invasore iberico. Grazie all'ubicazione strategica, la rilevanza militare del castello andò aumentando nella seconda metà del XIV secolo, con la definitiva rottura dei rapporti tra Pietro IV e Mariano IV d'Arborea. Il presidio assunse allora un ruolo decisivo nelle vicende belliche tra Aragona ed Arborea, che terminarono con la totale sconfitta di quest'ultima e la totale conquista della Sardegna da parte dei catalani, fra la battaglia di Sanluri nel 1409 e la fine del marchesato di Oristano nel 1478.

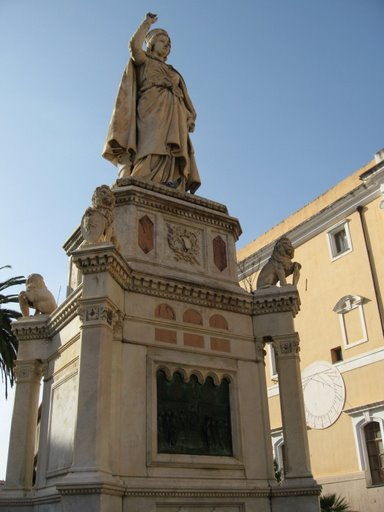
Oristano: monumento a Eleonora, prossimo al duomo, già luogo di sepoltura dei giudici

Se quindi si può a ragione escludere che il castello di Sanluri abbia ospitato la corte di Eleonora, si può viceversa ipotizzare che la giudicessa abbia più volte soggiornato nei castelli della frontiera meridionale del suo regno, come la fortezza di Monreale nei pressi di Sardara e il castello di Marmilla in prossimità di Las Plassas. Non a caso lo studioso Francesco Cesare Casula, nei primi anni ottanta, individuò, nella chiesa di San Gavino Monreale, a pochi chilometri dal castello di Monreale a Sardara, gli altorilievi rappresentanti gli unici ritratti coevi di Eleonora, Mariano IV, Ugone III e Brancaleone Doria. Sempre in quel periodo furono, altresì, rintracciati quattro presunti denari d'Arborea (con i simboli giudicali) che, se autentici, proverebbero l'esistenza di una zecca autonoma durante i regni di Mariano IV e di Ugone III. Uno in particolare, in mistura, espone l'albero deradicato arborense (al rovescio, una sottile croce) e sarebbe stato battuto durante il giudicato di Ugone III. Il clima di continua ostilità tra l'Arborea e l'Aragona, invero, rendeva improbabile l'uso della moneta dell'avversario.
La tradizione, tuttavia, corroborata da numerose testimonianze storiche, ha sempre identificato la residenza estiva di Eleonora d'Arborea, (così come e soprattutto dei giudici a lei precedenti) con il castello di Masone de Capras, affacciato sulla riva orientale dello stagno di Mar'e Pontis, di cui sopravvivono solo i resti di un muraglione alle spalle della pieve di Santa Maria Assunta. In questa fortezza la giudicessa di Arborea, dopo aver invocato la protezione della Vergine, avrebbe promulgato la Carta de Logu attorno al 1392. Rappresentanti del paese di Masone de Capras erano presenti anche alla Corona de Logu che stabilì la breve pace tra Eleonora d'Arborea e Giovanni I d'Aragona. Tale castello o villa o domus, viene citato per la prima volta nei documenti nel 1102, quando il giudice Torbeno accordò alla propria madre Nibata (o Niibata) la rendita della Villa de Capras. Ella dotò la domus di Masone de Capras di terre, servi e bestiame, disponendo che questa residenza, così come quella - anch'essa ormai scomparsa - di Nuraghe Nighellu (oggi Nuraxinieddu, altra sede giudicale temporanea), non potesse mai essere alienata, restando in perpetuo ai giudici di Arborea. In cambio Nibata stabilì che il possessore di Masone de Capras dovesse avere l'onere perpetuo di offrire dei tributi alla chiesa di Santa Maria di Cabras ed a quella di San Marco nel Sinis. Cosa che fa intendere che già all'epoca esisteva a Cabras una chiesa dedicata a Santa Maria, da identificare forse con la stessa cappella del castello, forse con l'attuale chiesa dello Spirito Santo nel centro cittadino, forse ancora con un precedente edificio che sorgeva sul sito dell'attuale pieve, non distante dalla fortezza. E fa intendere anche che, ancora in quel periodo, Tharros non era stata del tutto abbandonata per i paesi dell'interno, visto che la chiesa di San Marco altro non era che l'antica basilica di San Marco, di cui sopravvivono pochi resti nell'area archeologica di Tharros. Secondo altri studiosi, tale chiesa sarebbe da identificare con l'attuale basilica di San Giovanni di Sinis, chiesa alla quale è tuttora legato il titolo vacante di vescovo di Tharros. Il che, tuttavia, lascia comunque intendere che la città di Tharros era ancora abitata all'epoca di Nibata, e che sin da allora la basilica di San Giovanni di Sinis era inserita tra le pertinenze della villa di Cabras.
Se la tradizione identifica il castello di Cabras con la residenza estiva degli Arborea, anche i documenti storici successivi a Nibata sembrano avvalorare questa tesi, suggerendo che la domus di Cabras fungesse anche e soprattutto da sede di rappresentanza. Nel castello di Cabras, i giudici di Arborea stipulavano trattati, ricevevano ambasciatori, notai e anche le alte personalità genovesi nel periodo di alleanza con la repubblica di Genova. Assai noto tra i tanti è l'atto stipulato nel 1132 nella curia di Cabras dal notaio genovese Buongiovanni Coinardo, col quale il giudice Comita di Arborea affidava sé e il proprio figlio Barisone nelle mani di Ottone Contardo, console di Genova, fiducioso che tutto il suo regno sarebbe stato adeguatamente protetto e difeso dai genovesi. La domus di Masone de Capras, costruita in epoca bizantina, su un precedente impianto di epoca romana e forse nuragica, costituiva, oltre che una residenza vera e propria, anche un avamposto difensivo a cavallo tra l'area del Sinis e la valle del Tirso, e si era col tempo sviluppata in un'autentica fortezza. Lo stesso paese, sorto nel punto di incontro delle antiche strade che da Tharros conducevano da un lato a Othoca verso sud e dall'altro a Cornus verso nord, si era sviluppato sul sito di un'antica mansio, una stazione di posta di epoca romana, da alcuni identificata con lo stesso castello. Il borgo era in posizione più arretrata rispetto alla fortezza, da cui era evidentemente protetto.

### Il ritratto e la tomba
Gli aragonesi, conquistata l'intera isola, distrussero o portarono a Barcellona l'archivio del giudicato di Arborea: per timore che potesse ripetersi un'epopea come quella verificatasi, furono occultati anche i ritratti giudicali e le tombe degli ultimi sovrani. Risulta insolito che, all'inizio del Quattrocento, non fossero visibili dipinti raffiguranti almeno gli ultimi tre giudici Mariano IV, Ugone III ed Eleonora. L'unica immagine arrivata fino ai giorni nostri è quella di un giovane Mariano effigiato nel polittico trecentesco ubicato nella chiesa di San Nicola ad Ottana. Il testamento di Ugone II prevedeva, inoltre, che il luogo di sepoltura dei de Serra-Bas fosse la cappella di San Bartolomeo (non più esistente) nella cattedrale di Oristano: il solo sepolcro sopravvissuto, nel monastero di Santa Chiara, è quello di Costanza di Saluzzo, consorte di Pietro III, cui succedette il fratello minore Mariano IV.
Gli storici Bianca Pitzorno e Francesco Cesare Casula, biografi moderni di Eleonora, in mancanza di prove anche sulla sua data di morte, in virtù del metodo storico indiziario e deduttivo, ipotizzano che la giudicessa sia stata sepolta nel duomo oristanese (dopo i rifacimenti e le nuove pavimentazioni è ormai arduo rintracciare la tomba) o soprattutto nella chiesa di San Gavino Martire, a San Gavino Monreale, vicino al castello di Monreale, presso Sardara, in cui sovente soggiornava, tesi avvalorata anche dal ricercatore Antonio Casti.
Nel 1981, il prof. Casula scoprì sui quattro peducci pensili dell'abside della suddetta chiesa le sembianze coeve di Eleonora, di suo padre, del fratello e del marito Brancaleone Doria. Il ritratto di san Gavino rappresenta una donna non particolarmente avvenente, con una presunta cicatrice sulla guancia destra: questo spiegherebbe la presenza dei lunghi capelli sciolti, il suo tardivo matrimonio, dopo la sorella Beatrice, con un vedovo più anziano e figlio naturale. La successione a Ugone III spettava appunto agli eredi della viscontessa di Narbona, in quanto secondogenita: il fatto poi che, insieme al giudice, fosse stata assassinata la giovane erede Benedetta, allontanerebbe i sospetti del delitto dagli aragonesi che non ne avrebbero tratto alcun vantaggio, come ribadisce la Pitzorno.
I quadri che rappresentano Eleonora - uno addirittura ritrae Giovanna la Pazza, vissuta un secolo dopo di lei - sono generalmente simili e si ispirano a quest'ultimo. Soltanto l'abbigliamento e i monili, di gusto iberico, erano tipici dell'epoca. Sono, pertanto, ritratti di fantasia, realizzati nell'Ottocento dal pittore bondenese Antonio Benini (1835-1911), dal cagliaritano Antonio Caboni (1786-1874), dal napoletano Bartolomeo Castagnola (1600); solo uno, ormai scomparso, rinvenuto presso un rigattiere sardo, parrebbe interessante e simile alle fattezze del busto di san Gavino.
Nonostante la notorietà della giudicessa d'Arborea, soltanto due monumenti la ricordano. Il primo, inaugurato il 22 maggio 1881 nell'omonima piazza di Oristano, è una statua accademica e commemorativa, opera dello scultore fiorentino Ulisse Cambi (1807-1895): viene considerata una sua interpretazione personale, priva di valore documentario. Il secondo, invece, realizzato in terracotta, suscita maggiore attenzione: fu scolpito nel 1881 dall'oristanese Vandalino Casu (1821-1894), artista e ricco possidente, e si può ancora ammirare nel giardino della sua Villa Eleonora, poi adibita a casa di cura.

## Riferimenti nelle scienze
Il Falco eleonorae (in italiano Falco della regina), un rapace ampiamente diffuso nel bacino del mediterraneo, prende il nome dalla sovrana sarda, autrice di un'apposita norma preposta alla sua tutela dal bracconaggio.
Solo in italiano non si ricorda in modo specifico Eleonora d'Arborea, mentre in tutte le principali lingue viene chiamato con il suo nome. In francese si chiama Faucon d'Éléonore, in inglese Eleonora's Falcon, in spagnolo Halcón de Eleonor e anche in tedesco è Eleonorenfalke.

## Riferimenti nella cultura di massa

### Letteratura
- Giuseppe Dessì, Eleonora d’Arborea, racconto drammatico in quattro atti, (prefazione di Nicola Turi), Ilisso, Nuoro, 2010.
- Eleonora compare come personaggio del romanzo Rex tremendae maiestatis di Valerio Evangelisti.

### Filmografia
- Eleonora d'Arborea, con Rosalba Piras, regia di Salvatore Sardu (2009).